# Paul Kieß
Paul Kieß (* 10. Januar 1894 in Berlin; † 18. Januar 1941 in Philadelphia) war ein deutscher Jurist und Politiker (SPD).

## Leben
Kieß war evangelisch-lutherischer Konfession, bevor er aus der Kirche austrat. Er studierte Rechtswissenschaft und Volkswirtschaft. Von 1915 bis 1918 unterbrach er das Studium für den Kriegsdienst als freiwilliger Krankenpfleger im Ersten Weltkrieg. Von 1919 bis 1924 war er Gerichtsreferendar in Jena. 1924 wurde er zum Dr. jur. et. rer. pol. cum laude zum Thema „Die Kommunalaufsicht im Lande Thüringen“ promoviert. Er lebte bis 1933 als Rechtsanwalt in Jena. Ab 1923 war er Mitherausgeber der „Thüringer Kommunalen Rundschau“.

## Politik
Vor 1920 trat er der SPD bei. Für seine Partei und den Wahlkreis Sachsen-Weimar-Eisenach wurde er 1920 in den Thüringer Landtag gewählt, dem er bis 1933 angehörte. Von 1924 bis 1929 war er Geschäftsführer der SPD-Landtagsfraktion. Als Verfasser von juristischen und kommunalpolitischen Schriften, wie z. B. dem „Handbuch des kommunalen Rechts für Thüringen“ von 1922 war sein Schwerpunkt im Landtag die Kommunalpolitik.
Von 1920 bis 1927 war er regelmäßig Delegierter auf den Reichsparteitagen der SPD. Eine Kandidatur bei der Reichstagswahl 1920 im Wahlkreis 12 blieb erfolglos.

## Exil
Nach der Machtergreifung der Nationalsozialisten konnte er seine politische Arbeit ab 1933 nicht mehr fortsetzten. Neben der Verfolgung als Sozialdemokrat wurde seine Familie aus rassistischen Gründen verfolgt, da seine Ehefrau „Volljüdin“ im Sinne der nationalsozialistischen Rassenvorstellungen war. Auch seine Arbeit als Anwalt wurde ihm untersagt. Er wurde von den Sicherheitskräften überwacht und war mehrfach von Hausdurchsuchungen und Verhaftungen betroffen. 1935 floh er daher mit seiner Frau zunächst nach Prag und wanderte dann in die USA aus. 1936 wurde er von der Liste der zugelassenen Anwälte in Jena gestrichen und gemeinsam mit seiner Frau ausgebürgert. Zwischen 1939 und 1941 wirkte er als Dozent an der Universität Princeton.